# بيدير فون كابيلين
بيدير فون كابيلين هو سياسي نرويجي، ولد في 24 يناير 1763 في شين في النرويج، وتوفي في 11 مارس 1837. انتخب نائب عضو برلمان النرويج ‏ عن دائرة  خلال فترته النيابية ‏ (1818 – 1820) وانتخب عضو برلمان النرويج ‏ عن دائرة  خلال فترته النيابية ‏ (1815 – 1817).